# 窄琵琶蟹
窄琵琶蟹（学名：Lyreidus stenops），又名窄額琵琶蟹，为蛙蟹科琵琶蟹属的动物。分布于日本、菲律宾，包括广东、南海、东海等海域，生活环境为海水，一般栖息于沙质浅海底。